# Димитров, Эмил
Эми́л Димитров Димитро́в (болг. Емил Димитров Димитров; 23 декабря 1940, Плевен, Третье Болгарское царство — 30 марта 2005, София, Болгария) — болгарский эстрадный певец и композитор. Его часто называют „Королём болгарской поп-музыки“.

## Биография
Родился в семье цирковых артистов — популярного болгарского иллюзиониста и чревовещателя Димитра Димитрова (1910—1989) и его ассистентки-француженки, которая вскоре после этого развелась с мужем и вернулась во Францию. Эмил остался с отцом, но нередко навещал во Франции мать и впоследствии пользовался в этой стране большой популярностью.
С 1960 г. учился в Высшем институте театрального искусства в Софии. В 1962 году успешно дебютировал на эстраде с собственной песней «Арлекино», аккомпанируя себе на аккордеоне. Димитров стал популярным исполнителем и композитором ещё в 1960-е годы. Благодаря его музыке много начинающих исполнителей не только в Болгарии, но и за рубежом стали популярными. Только в России продано 55 миллионов его альбомов. Всего было продано 65 миллионов копий его альбомов. Он является самым продаваемым болгарским исполнителем. Песня «Моя страна, моя Болгария» (1970) стала песней столетия в Болгарии.
В 1975 году его песня «Арлекино» в новой аранжировке, переведённая на русский язык Борисом Баркасом и исполненная Аллой Пугачёвой, выиграла «Гран-при» на конкурсе «Золотой Орфей» в Болгарии.
В 2001 году молодой режиссёр Стилиян Иванов снял фильм-исповедь о певце. В это же время Ивановым сняты три видеоклипа Димитрова: «Моя страна, моя България», «Ако си дал» и «Писмо до мама». После смерти певца его клипы постоянно показываются на всех телевизионных каналах Болгарии.
Его не стало 30 марта 2005 года. «Как мне хочется петь», — сказал Эмил на прощание. Похоронен на Центральном кладбище города София в Болгарии. 
После смерти певца министр культуры и туризма предложил учредить годовую стипендию имени Эмила Димитрова.

## Дискография
- Арлекино — Эмил Димитров (на болгарском); Алла Пугачёва (на русском и немецком)
- «Сигнал» (сингл. Болгария: «Нашият сигнал», 1966; авторы - Емил Димитров/Васил Андреев)

### Вечные песни Болгарии
- Моя страна, моя Болгария — Эмил Димитров

### Только одной жизни не хватает — С песнями Эмила Димитрова
- Если ты дал (Ако си дал) — Эмил Димитров
- Письмо маме (Писмо до мама) — Эмил Димитров
- Моя страна (Моя страна) — Эмил Димитров
- Только эта ночь (Само тази нощ) — Лили Иванова
- Только одна жизнь (Само един живот) — Йорданка Христова
- Любовь ушла (Любовта си отиде) — Веселин Маринов
- Прощай, Мария (Сбогом Мария) — Панайот Панайотов